# Карвальо, Патрис
Патрис Карвальо (фр. Patrice Carvalho) — французский политик, бывший депутат Национального собрания Франции, член Коммунистической партии.

## Биография
Родился 15 ноября 1952 г. в Комьене (департамент Уаза). По профессии — инженер-механик, в 1967 году вступил в Коммунистическую партию. С 1989 года занимает пост мэра города Турот, а с 1992 года — члена Генерального совета департамента Уаза от кантона Рибекур-Дреленкур.
В 1997 году Патрис Карвальо сумел впервые победить на выборах депутата Национального собрания Франции по 6-му избирательному округу департамента Уаза, во многом благодаря тому, что во 2-м туре участвовали три кандидата. В 2002 году он уступил на выборах своему постоянному оппоненту Франсуа-Мишелю Гонно, то же самое произошло и в 2007 году. На выборах 2012 года во 2-й тур вновь вышли три кандидата, и Карвальо смог во второй раз завоевать мандат депутата Национального собрания.
Выступая в целом за расширение прав сексуальных меньшинств, в том числе в вопросах наследования, Патрис Карвальо голосовал против 2 февраля 2013 года, когда французский парламент принял закон о легализации однополых браков. Известен тем, что для участия в заседаниях Национального собрания часто надевал рабочий комбинезон.
В январе 2017 года Патрису Карвальо было выдвинуто обвинение в фиктивном характере работы его жены, получающей заработную плату как его парламентский ассистент. 
На выборах в Национальное собрание в 2017 году он занял в первом туре третье место, не смог выйти во второй тур и не сохранил мандат депутата.

## Занимаемые выборные должности
с 1989 — мэр города Турот 

1992—2012 — член генерального совета департамента Уаза от кантона Рибекур-Дреленкур 

01.06.1997 — 18.06.2002 — депутат Национального собрания Франции от 6-го избирательного округа департамента Уаза

18.06.2012 — 20.06.2017 — депутат Национального собрания Франции от 6-го избирательного округа департамента Уаза